# Алкі Орокліні
«Алкі Орокліні» (грец. Αλκή Ορόκλινη) — кіпрський футбольний клуб з Орокліні, передмістя Ларнаки, заснований 1979 року.

## Історія
Футбольний клуб «Омонія» (Орокліні) був заснований 1979 року і до 2013 року команда виступала виключно в регіональних змаганнях, виступаючи в чемпіонаті Футбольної асоціації Фамагусти (POEPA). У сезоні 2012/13 клуб завоював право на наступний сезон вийти до загальнокіпріотських змагань, увійшовши до складу Четвертого дивізіону 2013/14, де зайняла 11 місце.
10 квітня 2014 року клуб було перейменовано у «Алкі Орокліні», оскільки президент Антіс Лоппас був вболівальником команди «Алкі» (Ларнака), що у тому році була розформована через фінансові проблеми. Незважаючи на відсутність будь-якого зв'язку між клубами, Лоппас оголосив плани про виведення команди у вищий дивізіон. Новими кольорами команди були прийняті кольори «Алкі» — синій і червоний, а емблема стала нагадувати емблему «Алкі». Крім того команда стала використовувати прізвисько «Безсмертний» (грец. Αθανατη), яке також було у «Алкі» (Ларнака).
У першому сезоні після перейменування, 2014/15, «Алкі Орокліні» стала першою і вийшла в Третій дивізіон. У наступному сезоні команда зайняла там друге місце і вийшла до Другого дивізіону Кіпру. Крім того, вони виграли Кубок Кіпру 2015/16 для нижчих дивізіонів. В першому ж сезоні виступів у Другому дивізіоні команда стала першою і вперше в історії вийшла до елітного дивізіону країни. 
У дебютному сезоні в еліті клуб зайняв передостаннє 11 місце і зберіг місце у Першому дивізіоні.